# Manaspe Corcorúnio
Manaspe (em armênio/arménio: մանասպ; romaniz.: Manasp) foi um nobre armênio (nacarar) do século IV da família Corcorúnio, ativo no reinado de Tigranes VII (r. 339–350).

## Nome
O nome armênio Manaspe (մանասպ, Manasp) tem origem é incerta. Nina Garsoïan propôs que pode ter se originado no iraniano médio Manaspe (*Manāsp), que por sua vez derivou de iraniano antigo manat. aspa, "corcel espiritual".

## Vida
As origens de Manaspe são incertas, exceto que pertencia à família Corcorúnio. Presume-se que tenha sido naapetes (chefe de clã) e malcaz (título gentilício hereditário entre os Corcorúnios). A julgar que Garzúlio II ocupou essas posições depois dele, o último pode ter sido seu filho. No reinado de Tigranes VII (r. 339–350), acompanhou Hesíquio I, o Parta para Cesareia Mázaca para sua consagração como católico da Armênia.